# Марк Еспер
Марк Томас Еспер (англ. Mark Thomas Esper) — американський політик, 27-ий міністр оборони США з 23 липня 2019 по 9 листопада 2020 року, 23-й міністр армії США з 20 листопада 2017 по 23 липня 2019 року.

## Освіта
1986 року він закінчив зі ступенем бакалавра технічних наук Військову академію Сполучених Штатів. Здобув ступінь магістра в галузі державного управління від Школи уряду Джона Ф. Кеннеді в Гарварді 1995 року, здобув ступінь доктора філософії в Університеті Джорджа Вашингтона 2008 року.

## Кар'єра
Служив офіцером 101-ї повітряної-десантної дивізії, учасник війни в Перській затоці.
Еспер очолював апарат Heritage Foundation, консервативного аналітичного центру з 1996 до 1998 року. З 1998 по 2002 рік Еспер працював старшим професійним співробітником Комітету з закордонних справ Сенату та Комітету з питань урядових справ Сенату. Він також був старшим консультантом з питань політики та директором із законодавчих питань сенатора США Чака Гейгеля. З 2001 по 2002 рік він був директором з політичних питань Комітету з питань озброєних сил Палати представників. З 2002 по 2004 рік Еспер працював в адміністрації Джорджа Буша заступником помічника міністра оборони з питань переговорної політики. Був директором з питань національної безпеки в Сенаті США під керівництвом лідера сенатської більшості Білла Фріста з 2004 до 2006 року.
Еспер був виконавчим віцепрезидентом Асоціації аерокосмічних галузей у 2006 і 2007. З вересня 2007 до лютого 2008 Еспер працював директором з національної політики сенатора Фреда Томпсона під час його президентської кампанії 2008 року. З 2008 до 2010 року Еспер працював виконавчим віцепрезидентом Глобального центру інтелектуальної власності та віцепрезидентом з питань Європи та Євразії в Торговій палаті США. У липні 2010 року обраний віцепрезидентом зі зв'язків з державними органами у військово-промисловій компанії Raytheon. Еспер був визнаний провідним корпоративним лобістом The Hill у 2015 і 2016.